# Blue Monday (Fats Dominos sång)
Blue Monday är en sång skriven av Dave Bartholomew, och ursprungligen inspelad med Smiley Lewis 1954. Den blev populär i en inspelning av Fats Domino 1956, som en av de äldsta rhythm- och bluessångerna på Billboard Magazine Pop Music, där den nådde en femte plats. Sången är med på albumen This is Fats (1957) och Fats Domino sings 12,000,000 Records (1959).

## Coverversioner
Många sångare har gjort en cover av sången, bland andra Cat Stevens. Tim Curry gjorde en cover i TV-serien Blue Money (1986).
Gert Lengstrand skrev en svensk text, En måndag. Hans version är utgiven på LP-skivan Nostalgity (Bohus BGLP 5008) 1978.
Keith Almgren skrev också en svensk text, Härliga lördag, som framfördes av Sten & Stanley live 1994.